# Adattatore

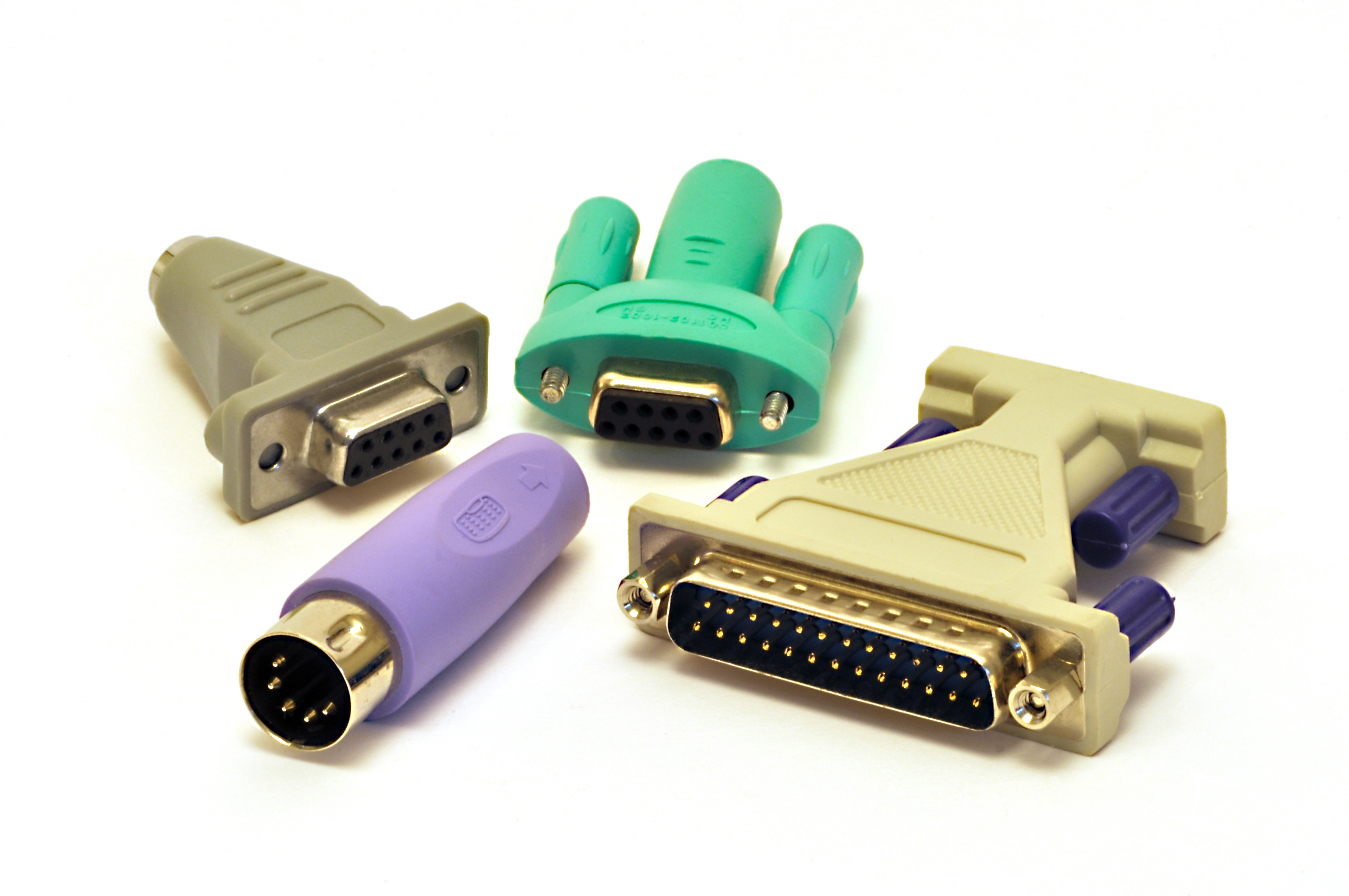
Alcuni comuni adattatori per periferiche informatiche

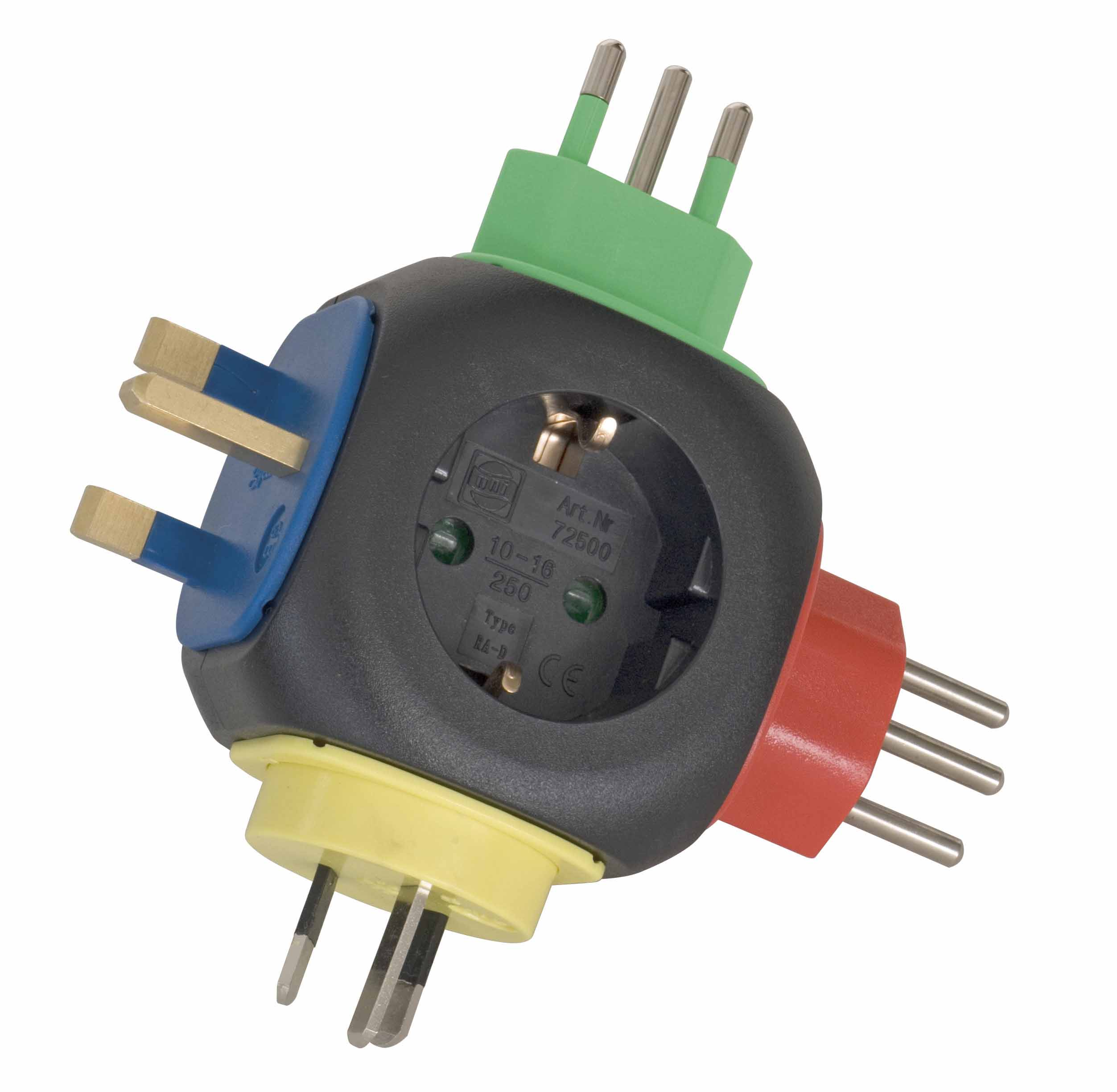
Adattatore da viaggio per le prese elettriche

Un adattatore è un dispositivo che consente di adattare e collegare tra loro altri dispositivi, periferiche e sistemi con interfacce e caratteristiche diverse.

## Tipologie
Alcuni adattatori sono progettati per adattare caratteristiche meccaniche. Ad esempio:
- tra diverse forme di connettori elettrici (tra spina schuko e spina italiana o tra seriale 9 pin e seriale 25 pin)
- diverse forme
- tra diverse interfacce di tipo informatico (es. RJ45, RJ11, USB, Hdmi e tante altre)
- tra diversi attacchi meccanici (es. innesti fotografici)
- tra oggetti di diversa misura (es. tubi di diverso diametro)
- diversi meccanismi (es. adattatori per videocassette VHS-C in videoregistratori VHS)
- diverse interfacce audio/video (es. jack) o tra queste e quelle informatiche

Altri adattatori, in genere più complessi, si occupano invece di adattare anche altre caratteristiche:
- segnali o grandezze elettriche (es. adattatori 120v-220v, trasformatori AC-DC, ecc.)
- caratteristiche ottiche (es. adattatore con lente tra Canon FD e Canon EF)